# Raión de Gadabay
Gadabay (en azerí: Gədəbəy) es uno de los cincuenta y nueve rayones en los que subdivide políticamente la República de Azerbaiyán. La capital es la ciudad homónima. Es conocido por sus patatas y sus depósitos de oro. La famosa compañía Siemens ha trabajado aquí en la época zarista alegando que eran exportadores de cobre. Sin embargo recientemente se ha puesto en manifiesto que en realidad eran, en secreto, exportadores de oro. La actividad minera dedicada a la extracción del oro se ha reaunudado recientemente.
Los rayones de Gadabay y Tovuz rodean a Artsvashen, un enclave de Armenia, que ha sido controlado por Azerbaiyán desde su captura durante la guerra de Nagorno-Karabaj.

## Territorio y Población
Comprende una superficie de 1.225 kilómetros cuadrados, con una población de 90.800 personas y una densidad poblacional de 74,1 habitantes por kilómetro cuadrado.

## Economía
La activicdad principal es la agricultura. Los productos de esta zona son principalmente patatas, frutas y hortalizas. Produce una buena cantidad de vinos y de granos, la ganadería también se practica.